# Brottsligt
Brottsligt är en bok av författaren Erik Wijk, utgiven på Hägglunds förlag 1993. I boken får läsaren möta olika sorters brottslingar, bland annat en överste som tröttnat på societetslivet, en pigg gammal tant, en asocial kontorist, en ung flicka och en flykting. Bokens budskap är att vi alla begår brott, ingen är helt oskyldig. 